# Шагалка
Шагалка (рос. Шагалка) — село у Доволенському районі Новосибірської області Російської Федерації.
Входить до складу муніципального утворення Шагальська сільрада. Населення становить 191 особа (2017).

## Історія
Згідно із законом від 2 червня 2004 року органом місцевого самоврядування є Шагальська сільрада.

## Населення
| 1926 | 2002 | 2007 | 2010 | 2012 | 2013 | 2014 |
| ---- | ---- | ---- | ---- | ---- | ---- | ---- |
| 1043 | ↘290 | ↘242 | ↘212 | ↘207 | ↗216 | ↘198 |
| 2015 | 2016 | 2017 |      |      |      |      |
| ↘192 | →192 | ↘191 |      |      |      |      |